# گورمینج زاوقیبکوف
گورمینج زاوقیبکوف (انگلیسی: Gurminj Zavqibekov; ۱ مهٔ ۱۹۲۹ – ۲۱ اکتبر ۲۰۰۳) بازیگر و موسیقی‌دان اهل کشور اتحاد جماهیر شوروی سوسیالیستی و تاجیکستان بود. از فیلم‌هایی که وی در آنها بازی کرده می‌توان به فیلم رستم و سهراب اشاره نمود.